# 시클라민산 나트륨
시클라메이트(사이클라메이트, cyclamate)는 인공 감미료(sweetener)의 일종으로 국내 혹은 미국에서 사용이 허가되지 않은 성분 물질이다. 그러나 그외 다른 나라에서는 공식적으로 허가받아 사용되고 있으며 1960년대 발암 물질이자 남성불임 유발 가능성 등에 대해 안전성 논란이 있다.
1937년 미국 일리노이대의 대학원생 마이클 스베더는 사이클로헥실설파민산 나트륨이 단맛을 내는 것을 발견했다. 이후 상품명 사이클라메이트로 불리면서 1950년대 초부터 사용됐다. 설탕의 단맛보다 40~50배 강해 1960년대 세계 감미료 시장을 석권했다. 그러나 1969년부터 발암 논란이 일면서 우리나라에서는 1970년 이래 사용이 전면 금지됐다.